# FC Hanau 93
El FC Hanau 93 es un equipo de fútbol de Alemania que juega en la Hessenliga, una de las ligas regionales que conforman la quinta división de fútbol del país.

## Historia
Fue fundado el 23 de marzo de 1893 en la ciudad de Hanau y es el equipo de fútbol más viejo del estado de Hesse donde participó en la primera edición del Campeonato Alemán de fútbol en 1894 en la que alcanzó la final, que al final no jugó porque no pudo realizar el viaje al partido. En 1900 fue uno de los equipos fundadores de la Asociación Alemana de Fútbol.
Protagonizó una de las mayores goleadas en la historia del fútbol alemán cuando venció 23-1 al Kickers Offenbach, logrando llegar al Campeonato Alemán de fútbol en varias ocasiones a inicios del siglo XX donde no pudo ser campeón por razones burocráticas en 1907. En 1909 fue campeón de la Nordkreis-Liga, liga en la que estuvo hasta que inició la Primera Guerra Mundial.
Al finalizar la guerra pasó a jugar en la Kreisliga Nordmain en la que no le fue bien, y entre los años 1920 y años 1930 pasó a jugar en la Bezirksliga Main-Hessen.
Luego de la reorganización del fútbol alemán a causa del Tercer Reich pasó a jugar en la Gauliga Hessen que ganó en tres ocasiones en los años 1930 y llegó a cuartos de final de la copa nacional en 1935. En 1941 la Gauliga Hessen se partió en dos, pasando a jugar en la Gauliga Hessen-Nassau, en la cual jugó hasta que la liga desapareció en 1945 al finalizar la Segunda Guerra Mundial.
Al finalizar la guerra en club pasó a jugar entre la segunda y tercera división de Hesse, aunque en los años 1960 pasó a jugar en la Oberliga Hessen, la entonces tercera división nacional. En la temporada 1978/79 el club juega por primera vez en la 2. Bundesliga Süd, la desaparecida segunda división nacional, de la cual descendió al terminar en el lugar 17 y regresó a la Oberliga Hessen, liga en la que estuvo hasta que descienden en 1987. En los años 1990 el club pasa por problemas financieros que provocaron que el club se fusionara con el Progres Frankfurt.

### Final de 1894
Luego de haber llegado a la final del campeonato nacional en 1894 y que no se jugó porque el club no pudo hacer el viaje a Berlín para el partido ante el BFC Viktoria 1889, la final terminó jugándose 113 años después con el apoyo del presidente de la Asociación Alemana de Fútbol con una serie a dos partidos, el partido de ida lo ganó el Viktoria por 3-0 y el partido de vuenta terminó 1-1, con el detalle de que el partido se jugó con el mismo tipo de balón que se utilizaba a finales del siglo XIX.

## Palmarés
- Nordkreis-Liga: 1 (I)

1916
- Gauliga Hessen: 3 (I)

1935, 1936, 1938
- Oberliga Hessen: 3 (III)

1953, 1961, 1978
- Gruppenliga Hessen Mitte: 1 (IV)

1966
- Gruppenliga Hessen Süd: 2  (IV)

1973, 1976
- Gruppenliga Frankfurt Ost: 1  (VII)

2017
- Bezirksliga Hanau: 1 (VII)

2003
- Kreisoberliga Hanau: 2 (VIII)

2010, 2015
- Kreisliga A Hanau: 1 (VIII)

2000
- Copa de Hesse: 2

1950, 1978